# هادروت (بلدة)
هادروت – (بالأذرية: Hadrut) (بالأرمنية: Հադրութ)‏ هي بلدة لمنطقة خوجافاند لجمهورية أذربيجان. إحتلت البلدة من قبل القوات المسلحة لأرمنيا في 2 أكتوبر عام 1992.
في 9 أكتوبر عام 2020 أثناء نزاع مرتفعات قرة باغ 2020 أطلقت سراحه بلدة هادروت نتيجة للعمليات العسكرية التي قامت بها القوات المسلحة الأذربيجانية.

## جغرافية
تقع هادروت في وسط فوهة حفرة تحدها الجبال العالية.
توجد 10 من القرى حول المدينة في وادي هادروت على مسافة 1-1.5 كم من بعضها البعض.
في المدينة بالقرب من ربيع خوراخبيور، يندمج نهرا جوني شاي وغوزي شاي المتدفقان من الجبال المحيطة، مكونين نهر قوزلو شاي (نهر الجوز).

## تاريخ

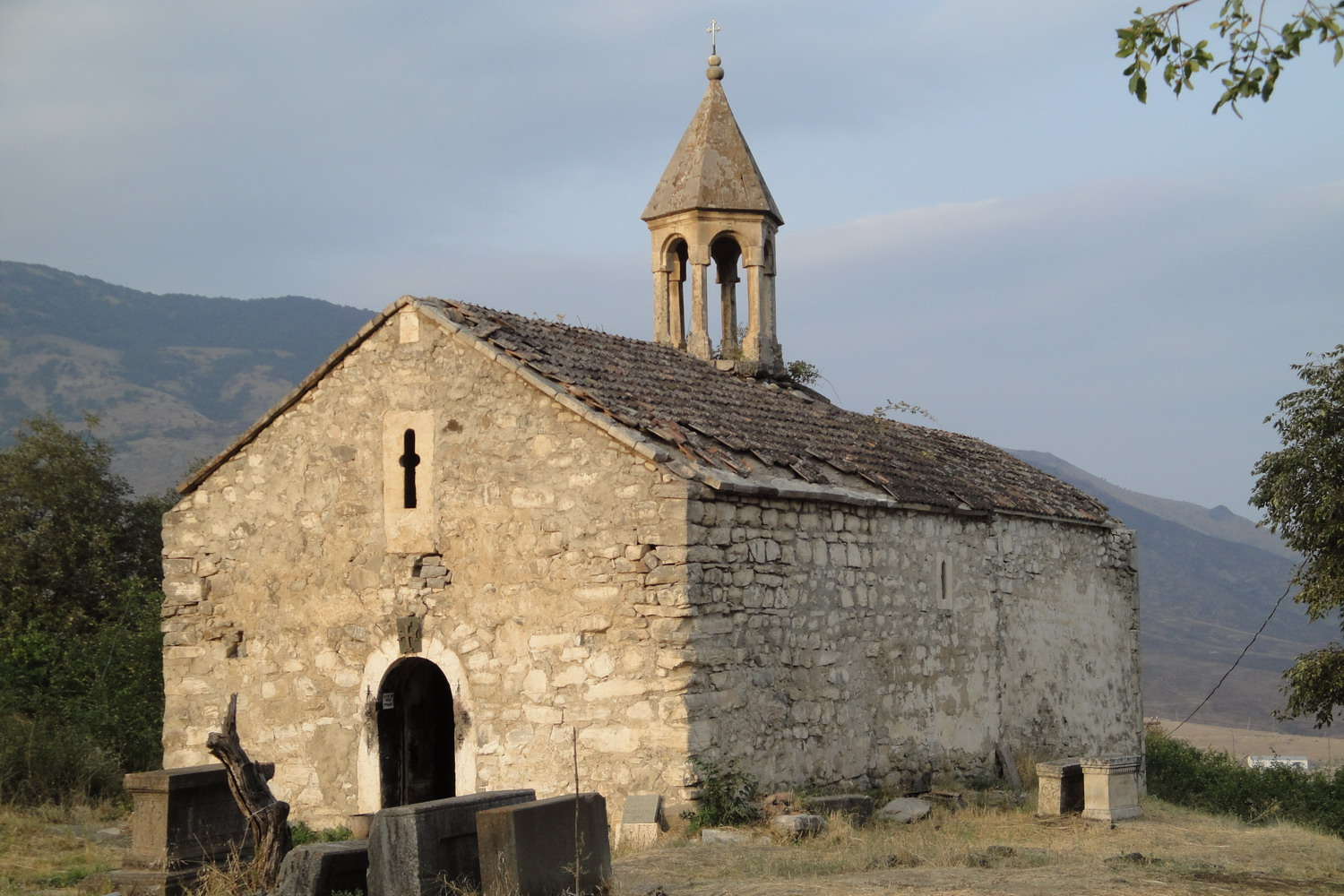
دير الصليب الأبيض للأرمن في جنوب هادروت من القرن الرابع عشر.

ويتألف اسم الإقليم من المكونات بالفارسية حا تعني (ara) ودو (iki) ورود (çay).
يعني اسم المستوطنة «هدي رود» بالفارسية، هي بالأذرية «بين نهرين».
في 9 أكتوبر ومرة أخرى في 11 أكتوبر عام 2020 أعلن الرئيس الاذربيجاني إلهام علييف أن القوات الأذربيجانية سيطرت على لبدة هادروت.